# Karl Willy Wagner
Karl Willy Wagner, född 22 februari 1883 i Friedrichsdorf, Taunus, död där 4 september 1953, var en tysk elektrotekniker.
Wagner studerade matematik och fysik vid universiteten i Berlin och Göttingen, där han även tjänstgjorde som assistent åt Hermann Theodor Simon vid institutet för tillämpad elektricitetslära, samt promoverades där 1910 till filosofie doktor på avhandlingen Der Lichtbogen als Wechselstromerzeuger. Samma år utnämndes han till telegrafingenjör i Reichspostamt, blev 1912 privatdocent vid tekniska högskolan i Berlin och kallades 1914 till professor och medlem vid Physikalisch-technische Reichsanstalt som ledare för dess starkströmslaboratorium. Från 1918 var han chef och ledare för Reichspostamtets Telegraphen-Versuchsamt. Hans karriär fick ett abrupt slut 1936, då han avlägsnades från sina tjänster efter att ha vägrat avskeda judiska medarbetare.
Wagner utgav det på sitt område banbrytande arbetet Elektromagnetische Ausgleichsvorgänge in Freileìtungen und Kabeln samt publicerade i facktidskrifter en rad avhandlingar inom olika områden av såväl starkströms- som svagströmstekniken, dels av teoretisk art, dels även grundade på omfattande experiment. I många fall lämnade hans arbeten nya originella uppslag rörande viktiga problem och bildade utgångspunkt för en omfattande litteratur. Bland de spörsmål, som han undersökte och bearbetade, märks problemen om överspänningar vid kraftledningar och deras bekämpande, restladdningsfenomen och hysteresis hos dielektrika samt deras inflytande på elektromagnetiska vågors fortplantning utefter kabelledningar och teorin för kedjeledningar. Han fann även, efter omfattande experiment, en ytterst noggrann mätmetod för bestämmande av mycket små kapacitanser och för uppmätning härvid av den så kallade förlustvinkeln. 
Wagner tilldelades 1919 Cedergrenska guldmedaljen och invaldes 1935 som korresponderande ledamot av svenska Ingenjörsvetenskapsakademien.